# BleachBit
 BleachBit est un logiciel libre de nettoyage d'espace disque, de protection de la vie privée et d'optimisation.

## Histoire
Il est initialement sorti en décembre 2008 pour GNU/Linux.
Depuis le 29 mai 2009, BleachBit propose également une version pour Windows XP, Vista, 7, 8 et 10 (32-bits et 64-bits).
Depuis le 16 septembre 2009 (version 0.6.4), le logiciel peut également fonctionner en ligne de commande.
BleachBit intègre des nettoyeurs pour un grand nombre d'applications courantes (Adobe Reader, aMSN, aMule, APT, Audacious, Bash, Beagle, Chromium Downloader for X, Deep scan, EasyTAG, ELinks, emesene, Epiphany, Evolution, Exaile, Filezilla, Firefox, Flash, gedit, gFTP, GIMP, GL-117, GNOME, Google, Chrome, Google, Earth, Google, Toolbar, gPodder, Gwenview, HexChat, Hippo OpenSim Viewer, Java, journald, KDE, Konqueror, LibreOffice, Liferea, Links, 2, Localizations, Midnight Commander, Miro, Nautilus, Nexuiz by Alientrap, Games, Octave, Opera, Pidgin, RealPlayer, Recoll, Rhythmbox, Screenlets, SeaMonkey, Second Life Viewer, Skype, sqlite3, Thumbnails, Thunderbird, Transmission, Tremulous, VIM, VLC media player, Vuze / Azureus, Warzone2100, Waterfox, WINE, winetricks, X11, Xine, yum). Depuis la version 0.4.0, le logiciel intègre le langage à balises CleanerML, permettant d'écrire de nouveaux nettoyeurs.

## Fonctionnalités
- Identifier et supprimer cache web, cookie HTTP, historique des URL, fichiers temporaires de log et cookies Flash de Firefox, Opera, Safari, APT, Google Chrome
- Supprimer les internationalisations inutilisées qui sont des traductions de logiciels
- Détruire des fichiers et nettoyer l'espace disque non alloué pour minimiser la rémanence des données
- Nettoyer l'espace disque non alloué pour améliorer le taux de compression de données des images disque de sauvegarde
- Vider la base de données SQLite de Firefox qui souffre de fragmentation
- Interface en ligne de commande pour automatisation et ordinateur sans écran